# 勒普瓦莱
勒普瓦莱（法語：Le Poislay，法語發音：[lə pwalɛ]）是法国卢瓦-谢尔省的一个市镇，属于旺多姆区。

## 地理
勒普瓦莱（48°4'2"N, 1°3'59"E）面积15.89 平方千米，位于法国中央-卢瓦尔河谷大区卢瓦-谢尔省，该省份为法国中北部省份，北起厄尔-卢瓦省，东北接卢瓦雷省，东南接谢尔省，南至安德尔省，西南接安德尔-卢瓦尔省，西北接萨尔特省。
与勒普瓦莱接壤的市镇（或旧市镇、城区）包括：德鲁埃、拉丰特内勒、勒戈迪佩尔什、瓦尔迪耶尔。
勒普瓦莱的时区为UTC+01:00、UTC+02:00（夏令时）。

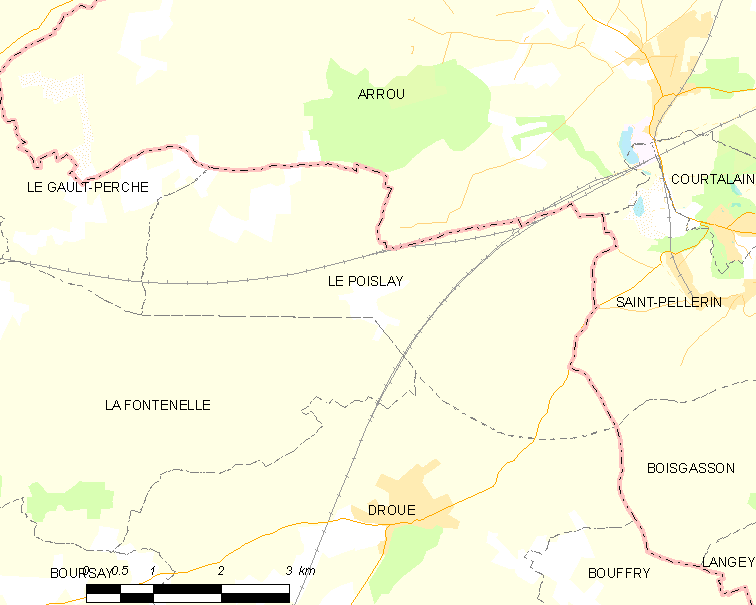
勒普瓦莱的OSM定位图

## 行政
勒普瓦莱的邮政编码为41270，INSEE市镇编码为41179。

## 政治
勒普瓦莱所属的省级选区为佩尔什县。

## 人口

1962-2008年间勒普瓦莱人口变化图示

勒普瓦莱于2022年1月1日时的人口数量为198人。